# George le Nagelaux
George le Nagelaux (...) è un disc jockey, produttore discografico e compositore austriaco.

## Discografia
- 2005 Machinespirit EP
- 2008 Rhythm Slave EP
- 2008 Redemption EP
- 2009 Origin Of Men EP
- 2009 No Resistance EP
- 2009 Industrialisation EP
- 2010 Brassbound EP
- 2010 Takeover EP
- 2010 Das Dunkel Spricht